# Snoop's Upside Ya Head
Snoop's Upside Ya Head is een nummer van de Amerikaanse rapper Snoop Dogg uit 1996, in samenwerking met de Amerikaanse muzikant Charlie Wilson. Het is de eerste single van Tha Doggfather, het tweede studioalbum van Snoop Doggy Dogg.
Het nummer bevat een interpolatie van Oops Upside Your Head van The Gap Band, waarvan Charlie Wilson de zanger is. "Snoop's Upside Ya Head" flopte in de Verenigde Staten, maar werd in Oceanië en een paar Europese landen wel een hit. Het bereikte een bescheiden 34e positie in de Nederlandse Top 40, terwijl in Vlaanderen de 8e positie in de Tipparade werd gehaald.